# Кисуцке-Нове-Место
Ки́суцке-Но́ве-Ме́сто (словац. Kysucké Nové Mesto, нем. Kischützneustadt/Oberneustad, венг. Kiszucaújhely) — город в северо-восточной Словакии на реке Кисуца у подножья Кисуцких Бескид. Население города — около 15 тыс. человек.

## История
Кисуцке-Нове-Место впервые упоминается в письме короля Белы IV в 1244 как «Есесин». Король даровал его дворянину Богумиру за помощь в отражении монголо-татарского нашествия. Городские права получает в 1325 году. Город был небольшим земледельческим и ремесленным поселением до XIX века. В 1950 году началась индустриализация Кисуцкого Нового Места, и сейчас оно — важный промышленный центр Поважья.

## Население
| Год:                | 1994   | 2004    | 2014    | 2024    |
| ------------------- | ------ | ------- | ------- | ------- |
| Количество человек: | 16 165 | 16 501  | 15 431  | 14 306  |
| Разница:            |        | +2,07 % | −6,48 % | −7,29 % |

## Достопримечательности
- Замок Радоля